# Устя (Пушкіногорський район)
Устя (рос. Устье) — присілок в Пушкіногорському районі Псковської області Російської Федерації.
Населення становить 5 осіб. Входить до складу муніципального утворення Велейська волость.

## Історія
Від 2015 року входить до складу муніципального утворення Велейська волость.

## Населення
| 2001 | 2002 | 2010 |
| ---- | ---- | ---- |
| 5    | ↗11  | ↘5   |